# Kristina Arnaudova

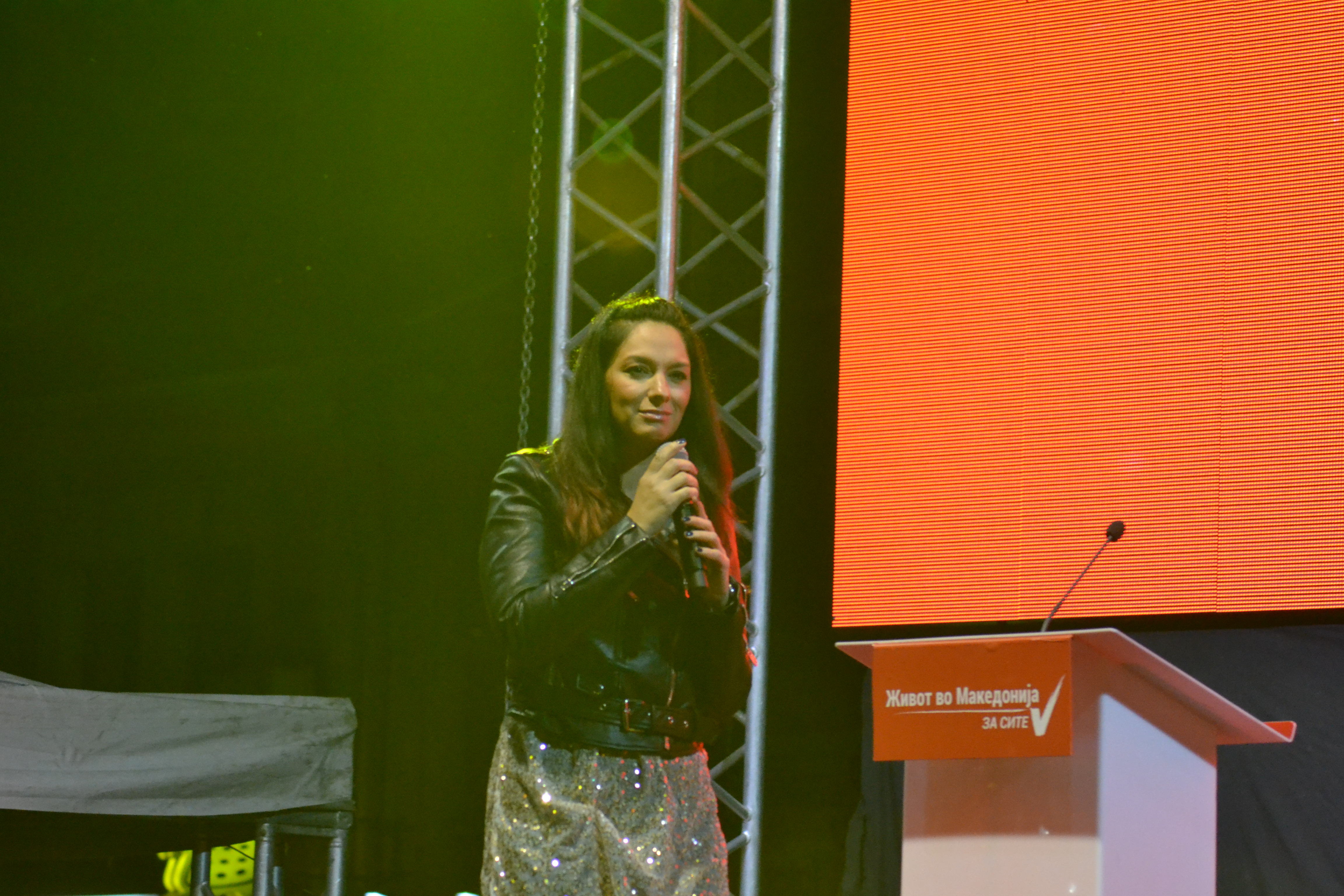
Kristina Arnaudova (2017)

Kristina Arnaudova (kyrillisch Кристина Арнаудова; * 21. September 1979 in Negotino, SFR Jugoslawien) ist eine nordmazedonische Pop-Sängerin.

## Leben
Ihr erstes Album Vozovi wurde als Beilage der nordmazedonischen Zeitschrift Tin shema vertrieben.

## Diskografie

### Alben
- Vozovi (2003)